# شيخة غالب حسن عسيري
شيخة غالب حسن عسيري ( مواليد 10 يوليو 2004) هي لاعبة كرة قدم سعودية تلعب كمهاجمة في الدوري السعودي الممتاز لصالح نادي شعلة الشرقية.

## مسيرتها الكروية
في مارس 2023، اختيرت عسيري من بين أفضل 11 لاعبة في دوري المدارس للبنات المعروف باسم دوري المدارس للمشاركة في معسكر تدريبي أقيم في برشلونة، إسبانيا.
انضمت عسيري إلى نادي شعلة الشرقية في موسم 2023-24 من الدوري السعودي الممتاز للسيدات.
في مايو 2024، شاركت عسيري مع فريق شعلة الشرقية في النسخة الثانية من بطولة السعودية لكرة الصالات للسيدات.

## مسيرتها الدولية
في 5 ديسمبر 2023، استُدعيت عسيري لتمثيل المنتخب السعودي الوطني لكرة القدم للسيدات تحت 20 سنة الذي تم تأسيسه حديثًا، بقيادة المدربة الاسكتلندية باولين هاميل.